# Cerro Cabezón
Cerro Cabezón är en ort i Mexiko.   Den ligger i kommunen Ahome och delstaten Sinaloa, i den västra delen av landet, 1 200 km nordväst om huvudstaden Mexico City. Cerro Cabezón ligger 6 meter över havet och antalet invånare är 173.
Terrängen runt Cerro Cabezón är huvudsakligen platt, men åt sydväst är den kuperad. En vik av havet är nära Cerro Cabezón västerut.  Närmaste större samhälle är Juan Jose Rios, 15,0 km norr om Cerro Cabezón. Omgivningarna runt Cerro Cabezón är i huvudsak ett öppet busklandskap.